# 1193년

## 연호
- 남송(南宋) 소희(紹熙) 4년
- 금(金) 명창(明昌) 4년
- 일본(日本) 겐큐(建久) 4년
- 서하(西夏) 건우(乾祐) 24년
- 리 왕조(李朝) 티엔뜨자투이(天資嘉瑞) 8년

## 기년
- 남송(南宋) 광종(光宗) 4년
- 금(金) 장종(章宗) 4년
- 고려(高麗) 명종(明宗) 23년
- 서하(西夏) 인종(仁宗) 54년
- 리 왕조(李朝) 고종(高宗) 18년

## 사건
- 김사미·효심의 난